# Introvertendo
Introvertendo, ocasionalmente creditado como Introvertendo - Autismo por Autistas, é um podcast brasileiro lançado em maio de 2018 do gênero saúde mental. Com conteúdo sobre autismo, ganhou notoriedade por ter sido o primeiro podcast feito por autistas do Brasil.
Originalmente criado por estudantes autistas da Universidade Federal de Goiás, o Introvertendo aborda questões do autismo na vida adulta. O programa iniciou suas atividades de forma independente, com episódios semanais relacionados ao autismo e outros temas de interesse dos integrantes, todos apresentados por Tiago Abreu. A partir de 2020, o podcast passou a ser produzido pela Superplayer & Co, e sua audiência cresceu, chegando a ser considerado um dos melhores programas de 2020 em lista da Apple Podcasts.
Em 2023, a primeira formação do programa anunciou o fim do podcast, cujo último episódio foi lançado em setembro daquele ano. Após um hiato, uma nova formação do Introvertendo foi anunciada em 2025, com apresentação de Brendaly Januário, Gustavo Borges e Marx Osório, e produção do Núcleo de Arte e Inclusão do Autista (NAIA Autismo). Nesta encarnação, o podcast também passou a ser produzido em vídeo.
Ao longo de sua história, o Introvertendo ficou conhecido como um dos precursores na discussão do autismo por autistas no Brasil no cenário do podcasting, o que influenciou produções posteriores no mesmo formato. O debate de temas como representações culturais e sexualidade sob uma perspectiva autista chegou a ser apontada como uma forma diferente de observar o quotidiano das pessoas no espectro do autismo. O podcast também ganhou notoriedade por seus recursos de acessibilidade, principalmente em seu site, que inclui audiodescrição, transcrição de todos os episódios e plug-in em Libras.

## História

### 2016—2019: Formação e estreia independente

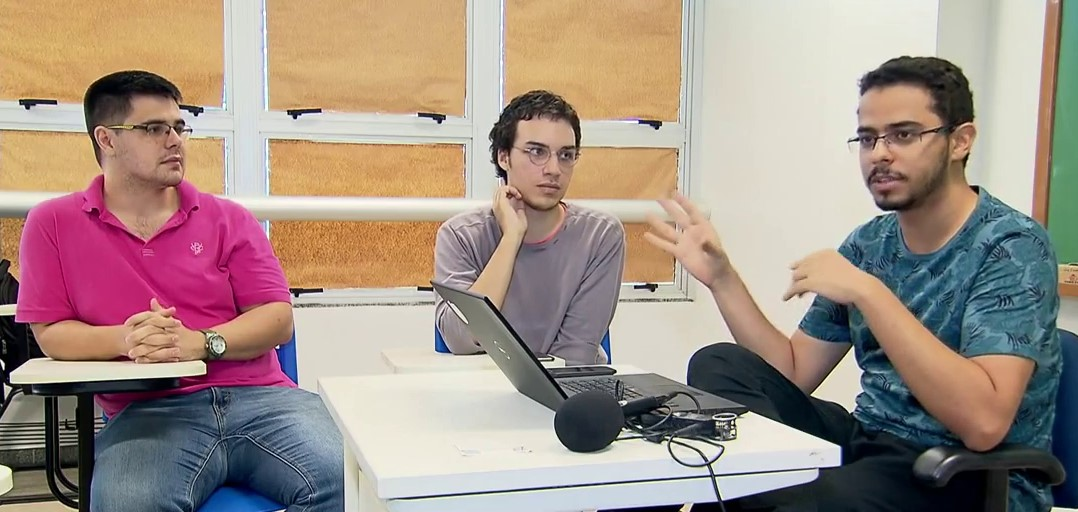
Otávio, Luca e Tiago em 2018, durante entrevista.

Em abril de 2016, na Universidade Federal de Goiás (UFG), em Goiânia, era formado um grupo terapêutico de pessoas com Síndrome de Asperger, condição dentro do Transtorno do Espectro do Autismo, chamado Grupo Asperger. A ação ocorreu dentro do programa de saúde mental Saudavelmente, da UFG, com coordenação da psicóloga Tatiana Dunajew.
O grupo era inicialmente formado por Otávio Crosara, do curso de Medicina, e Tiago Abreu, do curso de Jornalismo. Na semana seguinte, uma aluna da Biblioteconomia, chamada Any, foi incluída. Meses depois, Michael Ulian, então estudante de Geologia, passou a frequentar o grupo. Na mesma época, Tiago levou Marcos Carnielo Neto, estudante de Física Médica e também autista, para as reuniões. Os dois chegaram a trocar emails em 2015, mas só chegaram a se conhecer pessoalmente em 2016. Naquele ano, Abreu também conheceu o estudante Luca Nolasco, que era fã de podcasts, e que foi diagnosticado com autismo meses depois. Luca frequentou esporadicamente o grupo terapêutico no segundo semestre de 2017. Com exceção de Any, que estava ausente do grupo no período de criação do programa, os cinco seriam responsáveis, mais tarde, pela formação original do podcast Introvertendo.
Em junho de 2017, Michael foi entrevistado por Tiago Abreu para uma reportagem. Na ocasião, Michael disse que os dois estavam conversando, algo que comumente não era esperado para autistas. A afirmação chamou a atenção de Tiago que, no final daquele ano, sugeriu a Luca, Marcos, Michael e Otavio a criação de um podcast de autistas. Em entrevista ao jornal O Popular, Tiago disse que a proposta de se criar um podcast se dava pela inexistência do tema em produções do gênero no Brasil e, em casos raros, sem autistas. Em diferentes ocasiões, ele também afirmou que uma das influências para a produção foi o grupo de comédia Asperger's Are Us, formado somente por autistas, e que ter conhecido associações locais ajudou a conhecer outras realidades sobre o autismo.
O primeiro teste para a produção foi um radiodocumentário chamado Autismo e Autonomia, produzido em dezembro de 2017 por Tiago com colegas do curso de Jornalismo. O material teve Michael, Luca e Otávio como entrevistados. Luca Nolasco sugeriu o nome Introvertendo, e Michael Ulian e Tiago criaram o slogan "um podcast onde autistas conversam". Com isso, os integrantes começaram a produzir os primeiros episódios dentro de uma das salas de terapia da UFG. Naquela época, Guilherme Pires e Abner Mattheus, que também frequentavam o espaço terapêutico, se integraram à formação. O primeiro episódio do Introvertendo foi lançado de forma independente originalmente em maio de 2018. Na ocasião de seu lançamento, foi o primeiro podcast do Brasil feito por autistas e um dos primeiros globalmente.

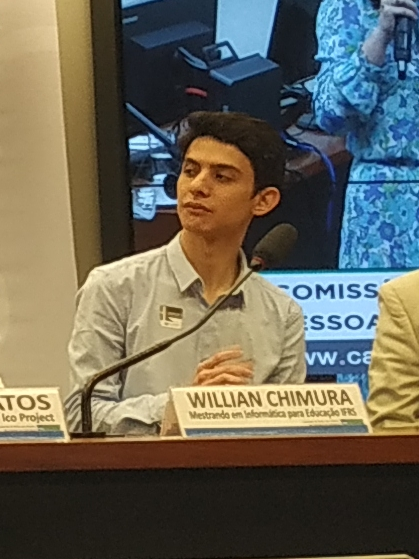
Willian Chimura (na Câmara dos Deputados em 2019) passou a participar do Introvertendo como convidado e tornou-se membro em 2020.

Logo depois, Abreu conheceu Letícia Lyns em uma disciplina na Faculdade de Educação da UFG e a convidou para ingressar no podcast ainda em maio de 2018. Abner acabou deixando o podcast em junho, enquanto Lyns participou até o 16º episódio, saindo do programa após obter uma bolsa para viajar a Nova Iorque, na Broadway. Michael Ulian retornou para Arapongas, sua cidade natal, mas permaneceu como integrante. Com a dificuldade de se fazer alguns episódios de forma presencial, sobretudo por questões como a Copa do Mundo de 2018, a greve dos caminhoneiros de 2018 e a reclamação frequente de terapeutas do Saudavelmente por causa do barulho, a equipe do podcast começou a se organizar para a gravação de episódios remotos. Em novembro, estrearam na equipe a engenheira Thaís Mösken e o analista de sistemas Paulo Alarcón, outrora fãs do podcast, após participação de ambos em um episódio sobre autismo e mercado de trabalho. No final daquele ano, Abreu palestrou numa das conferências TED a respeito de autismo e o Introvertendo.
No início de 2019, Guilherme Pires foi desligado do podcast, e Yara Delgado passou a integrar a equipe. Em seguida, o Introvertendo estreou uma coluna na Revista Autismo, com textos escritos pelos integrantes. A partir daquele período, o programa passou por mudanças, deixando de trazer apenas integrantes nos episódios para também acrescentar convidados recorrentes, entre eles o youtuber Willian Chimura, membros do projeto Liga dos Autistas, e também pessoas externas à comunidade do autismo, como o jornalista Pedro Henrique Quiste e Mariana Sousa, então namorada de Luca Nolasco. Além disso, o Introvertendo também deu continuidade a séries temáticas, como episódios sobre sexualidade no autismo, discografias de artistas e bandas e uma coleção de episódios com parceiros de relacionamento dos integrantes.
Em setembro de 2019, o podcast foi vencedor na categoria Produção Multimídia, do prêmio Expocom, entregue pela Intercom. No mesmo mês, o Introvertendo publicou o episódio "O Ecoativismo e o Autismo de Greta Thunberg", em torno das polêmicas sobre o texto "As trancinhas teleguiadas do ‘produto’ Greta Thunberg", escrito pela crítica de arte Sheila Leirner no jornal O Estado de S. Paulo sobre a ativista Greta Thunberg, diagnosticada com Asperger. O texto, que gerou polêmica dentro da comunidade do autismo e notas de repúdio de ativistas brasileiros, chegou a ser removido pelo jornal. Em discordância com o texto, mas defendendo o acesso ao texto para que fosse criticado, o Introvertendo divulgou o texto novamente ao público. No episódio, Tiago afirmou que a exclusão do texto era uma reação "desproporcional". Por conta disso, o podcast recebeu críticas de algumas figuras que se moveram para a remoção do artigo.
No final daquele ano, o Introvertendo publicou a reportagem "Quantos autistas há nas universidades brasileiras?" em parceria com a Revista Autismo. Como especial de final de ano, foi lançado o episódio Retrospectiva Década de 2010, com mais de 7h de duração. Com blocos sobre cinema, música, jogos e internet, ciência e tecnologia, política, esporte e autismo, o episódio foi gravado por todos os integrantes do podcast com a adição de convidados recorrentes.

### 2020—2023: Assinatura com a Superplayer & Co e fim da primeira geração
Em janeiro de 2020, foi anunciado que o Introvertendo começou a fazer parte da produtora Superplayer & Co. Além disso, Willian Chimura e Mariana Sousa, que já gravavam ocasionalmente como convidados, se tornaram membros. Desta forma, o podcast passou a ter 10 integrantes. Em março, foi lançada uma versão em Libras do podcast, em parceria com a empresa Hand Talk, combinada com transcrições em texto dos episódios. Abreu disse para a Revista Autismo que em 2020 "decidimos trazer um perfil mais sério, um estilo de podcast pop, limpinho e perfumado, bem de vitrine".

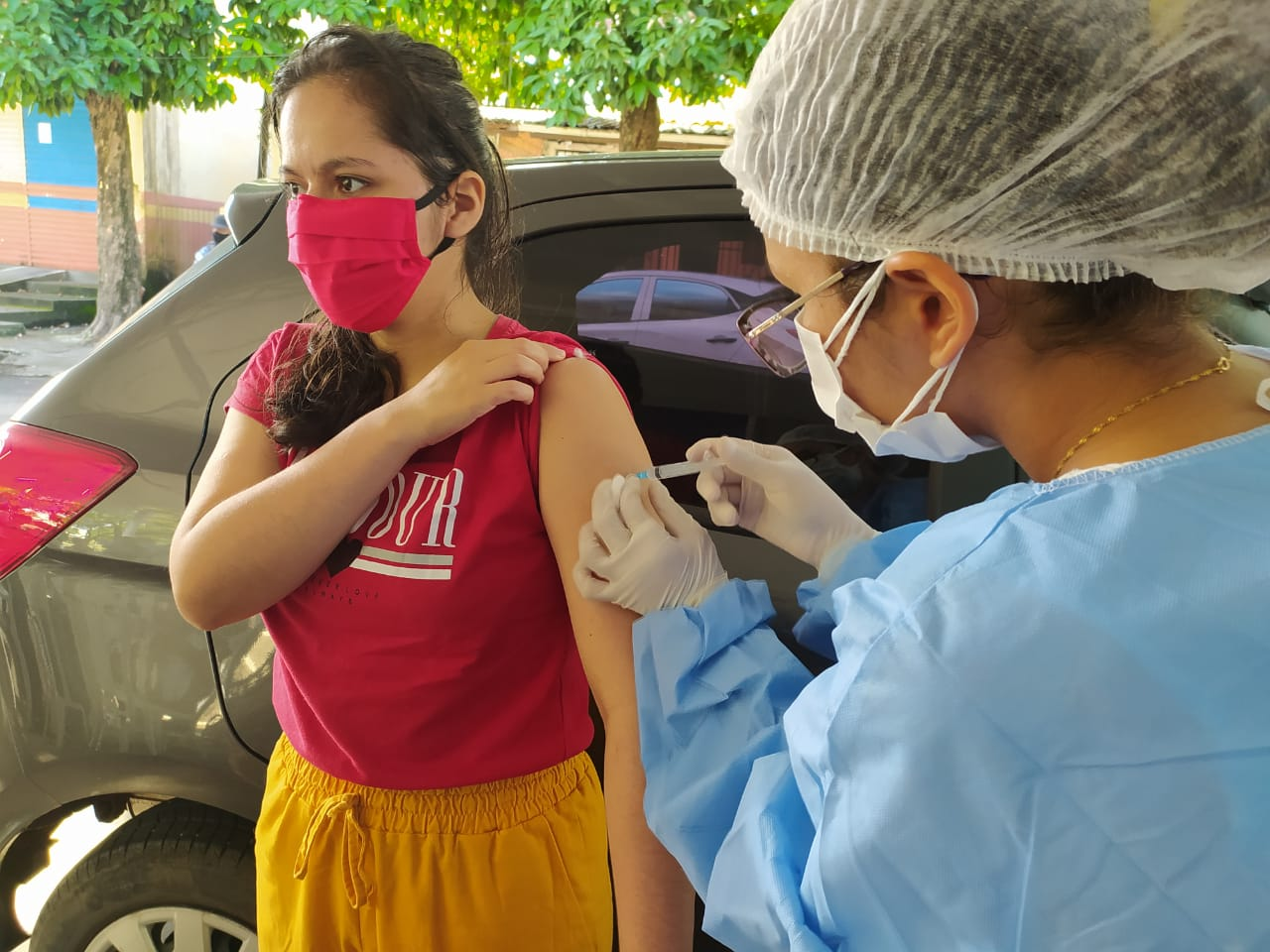
Carol Cardoso, em abril de 2021, recebendo a vacina contra COVID-19 em Macapá.

Durante a pandemia de COVID-19, foi iniciada uma série mensal que relacionou a comunidade do autismo com a pandemia. Em 11 de maio, no aniversário de 2 anos do podcast, foi lançado o 100ª episódio do Introvertendo, chamado "Revolution Chicken 100", uma paródia da canção "Revolution 9", dos Beatles. A versão contou com colagens de episódios descartados, efeitos digitais e de fitas cassete e colagens de músicas populares e clássicas em referência a hipersensibilidade sensorial de autistas. Na ocasião, também estreou uma nova abertura do podcast, com composição de Glauco Minossi e voz de Luca Nolasco.
Em junho de 2020, Introvertendo lançou a reportagem "Neurodiversidade" com relatos de autistas ativistas brasileiros sobre o tema neurodiversidade. Naquela época, a audiência do podcast começou a subir, estreando nas paradas da Apple Podcasts em julho do mesmo ano. Em setembro, foi liberada a reportagem "Fé no Espectro", sobre religião no autismo, que foi matéria de capa da 10ª edição da Revista Autismo. No final da série, foi anunciada a saída de Marcos Carnielo Neto, um dos fundadores do podcast. A principal justificativa se deu por dificuldades de gravação e uma mudança de Marcos para a Inglaterra. Em novembro, na semana do Dia da Consciência Negra, foi publicada a reportagem "Raça", com relatos de ativistas autistas negros.
Em setembro de 2020, o humorista Léo Lins se envolveu em uma polêmica com a comunidade do autismo na internet. Willian Chimura, um dos integrantes do podcast, publicou um vídeo com críticas ao humorista e observações em torno do conflito. Logo depois, Willian foi convidado a participar do programa The Noite com Danilo Gentili, em edição exibida em 28 de setembro de 2020. Na ocasião, Chimura disse que "nós estamos sendo negligenciados muitas vezes, e em certas situações pode ser difícil, na perspectiva de quem não vivencia o transtorno, de se entender algumas coisas".
Em janeiro de 2021, foi anunciado o ingresso da arquiteta Carol Cardoso na formação, que já participava como convidada recorrente desde o ano anterior. Os membros do podcast comentaram que conduziriam o programa de forma mais lenta em relação a 2020, ano em que 70 episódios foram publicados. No aniversário de 3 anos do Introvertendo, em maio, foi lançado um episódio comemorativo de uma mesa de RPG envolvendo os integrantes com uma história de tom medieval. Semanas depois, foi anunciada a saída de Yara Delgado por questões de saúde relacionadas a sua voz. O anúncio se deu em um episódio de despedida chamado "Aventuras Autistas na Cozinha". No mesmo dia, também foi anunciada a saída de Mariana Sousa por pouco tempo disponível para gravações. Apesar disso, Mariana apareceu como convidada nos episódios "Os Autistas Foram se Vacinar e Olha no que Deu" e "Hiperfocos Estranhos e Bizarros". Em junho, o ex-integrante Abner Mattheus figurou como convidado no episódio "Autistas na Arquitetura".
No final de 2021, a equipe do podcast anunciou que reduziria ainda mais a frequência de episódios em 2022, com uma média de um episódio a cada duas semanas. Os integrantes argumentaram que a diminuição tinha o objetivo de se concentrarem em projetos paralelos e, ao mesmo tempo, manter a produção ativa. O episódio 200, "Gaivota – o pássaro que ainda não pode voar", foi baseado num texto homônimo originalmente escrito em 2017 que conta a história de vida do integrante Michael Ulian.
Em janeiro de 2022, Tiago Abreu anunciou o lançamento do livro O que é neurodiversidade?, divulgado como o primeiro livro em língua portuguesa sobre neurodiversidade. Os episódios sucessores foram baseados em temas como a série As We See It, autismo em idosos, autismo e os povos indígenas, disfunção executiva, sexo e transtorno do déficit de atenção e hiperatividade.
Em maio de 2022, no aniversário de 4 anos do podcast, foi lançado o episódio "Especial 4 Anos: Autistas Bêbados", com Carol, Luca e Tiago interagindo sob efeito de álcool, e com a participação dos demais integrantes em comerciais fictícios. Mais tarde, Tiago afirmou que esse episódio teria sido o auge criativo do programa. Em junho, foi publicado um episódio em formato de ensaio, chamado "O Enquadramento da Experiência", com criticas a forma como autistas são integrados dentro da comunidade do autismo. Em entrevista, Tiago Abreu afirmou que tal enquadramento "é essa ideia de que a pessoa, por ter o diagnóstico de autismo, não tem nenhuma capacidade ou teria a impossibilidade de olhar o autismo sob um ponto de vista externo, fora das suas próprias experiências, não olhar o autismo como tópico geral". Ele também associou o termo à expressão self-narrating zoo exhibit, desenvolvida por Jim Sinclair na década de 1990.
A equipe do programa também promoveu, no segundo semestre de 2022, uma série de cinco episódios sobre autistas e as regiões do Brasil, além de uma série subsequente sobre autismo e mercado de trabalho juntamente com Caio Bogos, da startup aTip. Como nos anos anteriores, o Introvertendo lançou um episódio especial de final de ano, que consistiu em uma versão em áudio de reportagem da Revista Autismo sobre os 10 anos da Lei Berenice Piana.
No final de 2022, o podcast entrou em uma pausa de férias que durou até o início de março de 2023. Durante o período, Otávio Crosara deixou o programa, "devido à sua saúde mental e à organização da sua vida diária". Ele ainda apareceria como convidado em dois episódios daquele ano. Com sua saída, o podcast seguiu com sete integrantes, formação que se manteve até o final. No retorno da produção em março de 2023, o mês das mulheres, Thaís Mösken apresentou todos os episódios. Entre eles, uma nova versão do episódio "Mulheres Autistas", além de um segundo episódio sobre sexo, desta vez apenas com mulheres.
Em abril de 2023, o podcast estreou como programa de rádio na FURG FM, da Universidade Federal do Rio Grande, com parte do catálogo de episódios do programa sendo retransmitido por meio da emissora. Como especial do Dia Mundial da Conscientização do Autismo, a equipe lançou um episódio sobre processo de diagnóstico do autismo na vida adulta. Já em maio de 2023, no aniversário de 5 anos do podcast, o programa trouxe três episódios comemorativos. O primeiro teve Tatiana Dunajew, a psicóloga criadora do grupo terapêutico, como convidada. O segundo, "Especial 5 Anos: Proibidão", conteve trechos de bastidores do catálogo. O terceiro e último, um TOP 10 de relatos dos piores episódios do programa na perspectiva dos integrantes. No retorno dos conteúdos comuns em junho, a equipe do podcast deu ênfase ao mês do orgulho LGBTQIA+, com o episódio 247, "Onde o Capacitismo e a LGBTQIA+fobia se Encontram",  e o episódio 248, "Autistas Trans". No mesmo período, em referência ao Dia dos Namorados, o programa trouxe uma conversa sobre casamento entre autistas com participação do ex-integrante Otávio Crosara e de Gustavo Borges, marido de Any, a qual não participou.

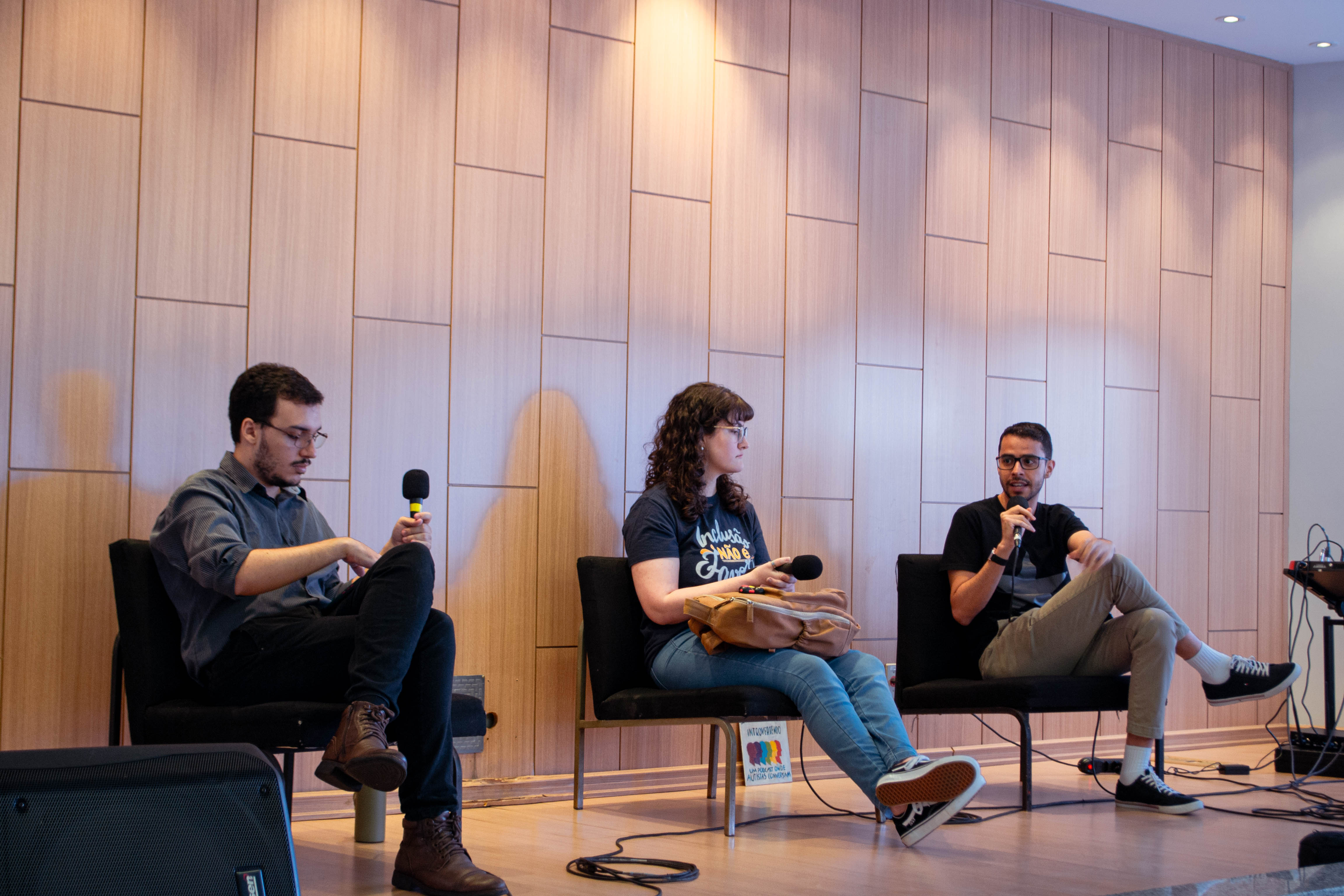
Nolasco, Izabella Pavetits e Abreu, durante o Encontro de Autistas Adultos de Goiânia, em 2023.

Na primeira semana de julho, a equipe do Introvertendo anunciou que o programa encerraria as suas atividades, e que os 11 episódios seguintes seriam os últimos, compondo uma série chamada Introvertendo: Despedida. Na época, Abreu justificou que o encerramento do programa estava relacionado a vários fatores, entre eles uma sobrecarga de compromissos da vida pessoal dos integrantes, consequências da pandemia de COVID-19, problemas financeiros e a decisão de encerrar o projeto antes que ocorresse uma crise criativa na escolha de temas. O conteúdo desses 11 últimos trabalhos, segundo ele, tinha a proposta de trazer diferentes características apresentadas pelo Introvertendo ao longo dos anos. O primeiro episódio da série de despedida, "A Menina Portuguesa com Síndrome de Asperger", foi baseado em um texto escrito e narrado por Carol Cardoso sobre sua história pessoal com o autismo. Em seguida, a equipe lançou "Autistas são 'menos deficientes'?" e "Desenvolvendo Habilidades Sociais", ambos no formato de conversa, mais tradicional ao podcast. O terceiro e quarto episódios, por sua vez, foram diretamente associados: "Romantização do Autismo" e "O Lado Bom do Autismo". Em seguida, saíram "Onde o Capacitismo e o Racismo se Encontram" e "Autistas na Escola".
Durante o processo de fim do Introvertendo, Tiago anunciou a produção do episódio "As Vertentes da Neurodiversidade", com descrições sobre autores e correntes teóricas ligadas ao tema neurodiversidade. Ele e Luca Nolasco também divulgaram um encontro presencial de autistas e fãs do Introvertendo em Goiânia, no dia 19 de agosto, que se deu em parceria com a ONG Núcleo de Arte e Inclusão do Autista (NAIA Autismo). O registro do evento foi lançado como um episódio do podcast, "Inflexibilidade e Pensamento Rígido". Na semana seguinte, foi lançado o último episódio comum do podcast, "Procrastinação", com apresentação de Thaís Mösken.
O episódio final do Introvertendo saiu em 22 de setembro de 2023. Chamado "Extrovertendo", o episódio reuniu todos os sete membros do programa, e contou ainda com a aparição da ex-integrante Yara Delgado. Na mesma data, a equipe anunciou que as mídias sociais do programa deixariam de ser atualizadas e que fãs apoiadores do projeto receberiam, de presente, 20 episódios extras do podcast. Em suas redes, Willian Chimura disse: "Obrigado a todos que acompanharam e gostam do podcast. Novos projetos virão!"

### 2024—atualmente: Segunda geração
Em 2024, já inativo, o Introvertendo recebeu o Prêmio Orgulho Autista Brasil, entregue pelo Movimento Orgulho Autista Brasil (MOAB), na categoria Reportagem difundida por rádio ou podcast. Abreu, um dos fundadores do programa, passou a atuar no NAIA Autismo, e recebeu um convite para ajudar a reativar um projeto de podcast da associação chamado Inclusive. Com a convivência dentro da associação com autistas, Tiago passou a cogitar se não era mais válido criar uma nova geração do Introvertendo. A ideia foi levada aos integrantes da formação anterior, que autorizaram a execução, e ao presidente do NAIA Autismo, Marcelo Oliveira. A escolha da formação foi gestada ao longo de meses por Abreu, Oliveira e Anderson Gomes, com a adição de integrantes totalmente novos que frequentavam a associação. Para a apresentação, foram escolhidos Gustavo Borges, Marx Osório e Brendaly Januário. De volta a Goiânia, Michael Ulian, que foi um dos fundadores, também passou a contribuir nos bastidores. Para a edição de áudio e vídeo do projeto, Adriano Quadros foi recrutado. Ele chegou a colaborar e orientar edições de Tiago da versão anterior do Introvertendo. Em termos de produção de vídeo, o projeto foi captado por Nicolas Melo e Alexandre Stacciarini nos estúdios da Faculdade Realiza, em Aparecida de Goiânia.
O retorno do projeto foi anunciado no aniversário de 7 anos do projeto, em 11 de maio. O lançamento do primeiro episódio, "Nosso Diagnóstico - parte 1", ocorreu no dia 18 de junho de 2025, Dia do Orgulho Autista.

## Formato e convidados
O Introvertendo é um podcast de lançamento contínuo, com episódios semanais geralmente às sextas-feiras. A estrutura mais explorada pelo programa é o chamado mesacast, caracterizado por conversas livres entre os integrantes geralmente a respeito de temas presentes no título. Entre os assuntos abordados com maior frequência pelo programa, estiveram o diagnóstico tardio de autismo em adultos, inclusão na escola e universidade, desafios de interações sociais e características do autismo. Até o final de 2019, o podcast também explorou termas externos ao autismo, como episódios sobre religião, Copa do Mundo e vida após a morte. Do episódio 20 até o episódio 80, todos os episódios cujo número encerrava-se em 0 abordavam a discografia de algum artista ou banda, como Paul McCartney, David Bowie, Fleetwood Mac, Manic Street Preachers e o movimento britpop.
Outra característica presente no programa era a inclusão de leitura de e-mails enviados por fãs, que poderiam ser outras pessoas autistas, mas também familiares, profissionais e demais pessoas interessadas na temática do autismo. A partir de 2022, os e-mails foram substituídos por áudios, que poderiam ser enviados por meio do WhatsApp ou Instagram. Em relação a distribuição, o Introvertendo esteve disponível em várias plataformas de download e streaming de podcast, como Apple Podcasts, Spotify, Castbox, Amazon Music e Deezer.
Por ser um programa surgido num contexto universitário, vários episódios foram gravados dentro da UFG. Ao mesmo tempo, outros episódios do Introvertendo foram produzidos em eventos de outras instituições ou relacionados a outros locais de ensino, como a Universidade Federal do Pará (UFPA), a Universidade Federal do Rio Grande do Sul (UFRGS), a Universidade Federal da Grande Dourados (UFGD) e a Universidade Federal de São João del-Rei (UFSJ).
Além dos episódios contínuos e das reportagens produzidas em parceria, o Introvertendo também lançou episódios narrativos. Dois deles foram lançados como especiais: "Gaivota – o pássaro que ainda não pode voar" (200º) e "A Menina Portuguesa com Síndrome de Asperger" (250º). Outro conteúdo do gênero foi "Autismo e Autonomia" (21º), o radiodocumentário original produzido anteriormente ao podcast, com relatos dos integrantes. De forma autobiográfica, também foram lançados "Nossa História Até Aqui" (83º) e "Valeu, Marcos!" (132º), este último lançado em homenagem a Marcos, na ocasião de saída do programa.
Somente em sua primeira fase, o programa apresentou mais de 150 convidados, maior parte deles relacionados a comunidade do autismo. Entre os nomes notáveis que apareceram em episódios, estão figuras como Andréa Werner, Márcia Wayna Kambeba, Mauricio de Sousa, Nicolas Brito Sales, Renata Simões e Tito Aureliano. Membros de associações e entidades relacionadas ao autismo também apareceram no programa, como integrantes do Movimento Orgulho Autista Brasil (MOAB), Associação Brasileira para a Ação por Direitos das Pessoas Autistas (Abraça), Instituto Autismo & Vida, Associação Nacional para Inclusão das Pessoas Autistas (Ania), Organização Neurodiversa pelos Direitos dos Autistas (Onda) e Núcleo de Arte e Inclusão do Autista (Naia).

## Desempenho
Como podcast independente, Introvertendo não figurou em paradas de podcast. Como parte da produtora Superplayer & Co, o podcast estreou na parada de Top Podcasts da Apple Podcasts em julho de 2020, alcançando o pico de posição #8 em 29 de julho de 2020. Depois disso, o podcast figurou ocasionalmente nas paradas, com maior ênfase no mês de abril, até sair completamente das paradas em abril de 2022.
Em 2020, Introvertendo entrou na lista de melhores podcasts do ano na Apple Podcasts. Em 2023, o programa apareceu numa lista do LinkedIn Notícias de melhores podcasts brasileiros do ano.
Em julho de 2023, a Revista Autismo afirmou que o podcast tinha alcançado mais de 500 mil downloads ao longo dos 5 anos de atividade.

## Recepção
Introvertendo ganhou notoriedade, inicialmente, dentro da comunidade brasileira do autismo, e recebeu elogios pelos temas abordados e seus recursos. Em alguns casos, o podcast também recebeu críticas.

### Interação social
Em texto do portal da organização Autismo e Realidade, foi dito que, no podcast, "as pessoas neurotípicas perdem seu caráter de universalidade. Como o protagonismo da fala é de autistas, o debate muda o paradigma sobre a forma de abordar o cotidiano. O neurotípico passa a ser alguém identificado e interpretado sobre uma visão que o tira de uma posição de dominância, de alguém que não precisa se adaptar, que não é alvo constante do olhar dos outros". Clarice Sá e Hysa Conrado, por meio do portal R7, disseram que "apesar de ter como foco autistas na vida adulta, a produção conquistou um público diverso, agregando também familiares de neuroatípicos".
Os pesquisadores Matheus Salvino e Sônia Caldas Pessoa, em artigo sobre comunicação e mídia, afirmaram que "Os produtores do Introvertendo não só comunicam sobre aquilo que não lhes é indiferente, os afetos que atravessam os seus corpos diariamente – contrariando a expectativa do dicionário –, como são os sujeitos das suas próprias reflexões nas produções que realizam – neste caso, quem sabe, reafirmando a significação catalogada do termo". Edieny Brito, em um outro estudo, afirma que o programa "é um artefato cultural significativo que representa o autismo de forma mais ampla e diversa, contribuindo para questionar as representações existentes e promover uma compreensão mais abrangente do Transtorno do Espectro Autista".
O pesquisador Igor Ries defende que as experiências descritas por autistas no podcast são peculiares e demonstram os interesses relacionados ao quotidiano de autistas. Ele argumenta que "são autistas tratando do seu cotidiano, mostrando as suas perspectivas, aquilo que observam e sentem, o que os toca, incomoda, violenta ou anima, agrada. Explicam sobre o ser autista, defendem seus argumentos e trazem seus pleitos. Ainda deixam de lado tudo o que pouco importa, ou seja, detalhes que poderiam pertencer às expectativas de um ouvinte neurotípico, mas que não são considerados nos discursos autistas. Ou seja, parecem mesmo definir outra temporalidade".

### Sexualidade

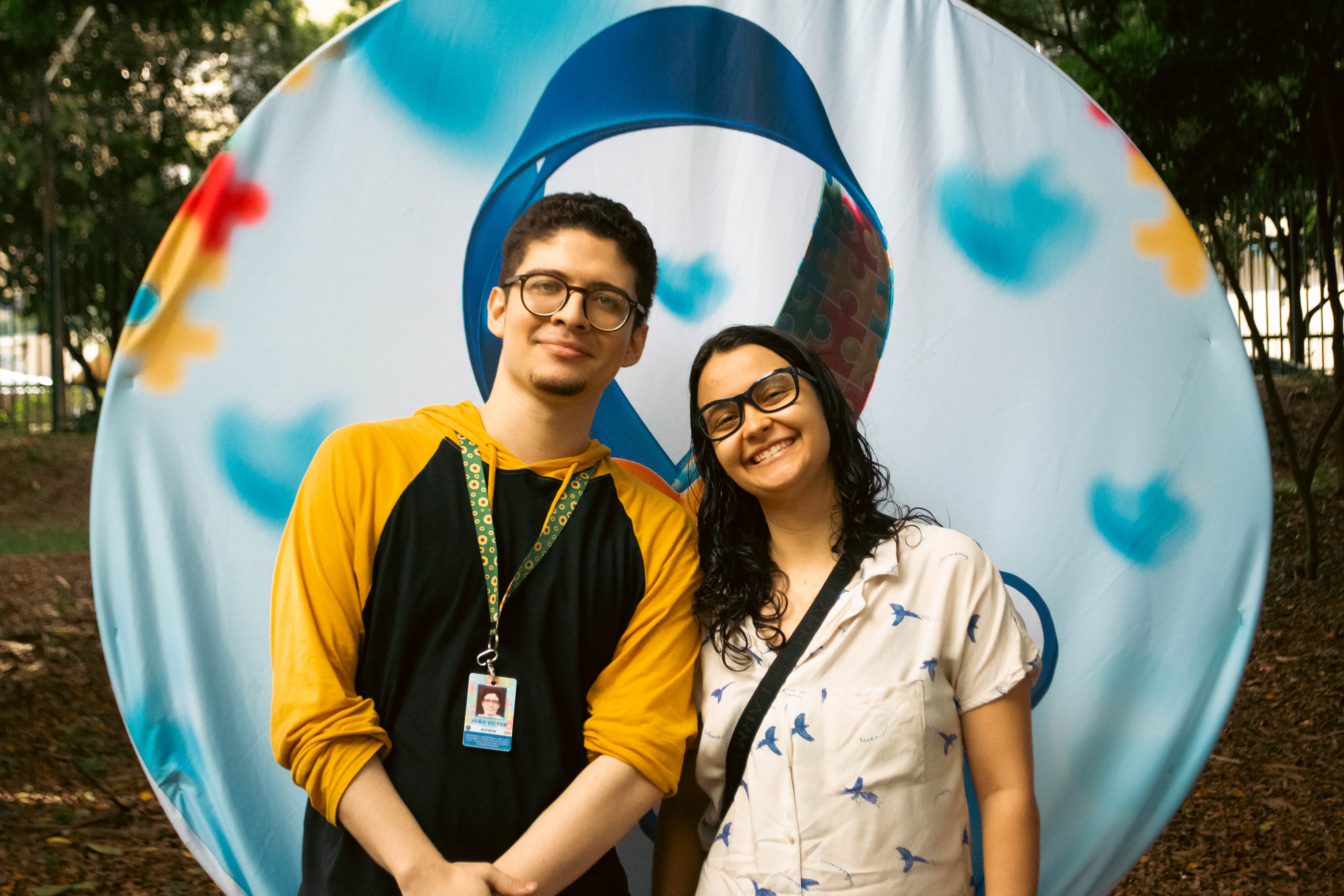
João Victor Ramos e Brendaly Januário, integrantes da segunda geração do programa, durante evento pelo Dia Mundial da Conscientização do Autismo, em abril de 2025.

O Introvertendo promoveu, ao longo dos anos, uma série de episódios focados em temas de sexualidade, incluindo orientações sexuais, identidade de gênero e abuso sexual, incluindo-se o fato de parte da equipe se identificar com a sigla LGBT. O jornalista Francisco Paiva Junior, em texto chamado "Afetividade, sexualidade e autismo", fez uma análise dos episódios do podcast relacionados a sexualidade no contexto do TEA e disse que "os podcasters e convidados se abrem de uma maneira tão corajosa, e nos dão uma aula sobre a sexualidade de muitos autistas com autonomia. É importante nunca generalizar quando falamos de autismo, visto a imensidão do espectro e como o autismo afeta cada indivíduo de uma maneira muito particular e única".
As pesquisadoras Kay Duarte Bezerra e Juliana Ribeiro de Vargas, ao analisar os episódios sobre sexualidade do programa, defendem que "os jovens autistas que se identificam LGBTQIA+ são duplamente discriminados, haja vista, serem excluídos da comunidade LGBTQIA+, por serem autistas e da comunidade autista em razão da identidade sexual e/ou identidade de gênero diferenciada". Em sua dissertação focada nos episódios sobre gênero e sexualidade do Introvertendo, Kay afirma que "O podcast Introvertendo tem mobilizado discursos para educar e produzir sujeitos, trazendo multiplicidades de conhecimentos através das experiências dos(as) jovens autistas que produzem suas identidades e subjetividades. Essa ação contribui para constituição de sujeitos que não privilegiem somente o respeito às diferenças, mas que também, levem em consideração as relações de poder que produzem essas diferenças, e isso se torna possível através do processo linguístico e discursivo". Por outro lado, Helen Rodrigues teve uma abordagem mais crítica, argumentando que algumas falas sobre sexualidade e gênero feitas no Introvertendo deveriam ser problematizadas porque "podem reforçar pensamentos sexistas".
As pesquisadoras Sônia Caldas Pessoa e Sophia Mendonça afirmaram que "as queixas sobre relacionamentos abusivos e assédios sexuais costumam prevalecer com relação às mulheres autistas" e citaram o episódio 91 do Introvertendo, "Assédio e Abuso" como um dos exemplos. Um grupo de pesquisadoras, em um artigo sobre educação sexual para autistas, enfatizou o episódio 210, "O Problema do Anjo Azul", como um exemplo de crítica ao termo, que geralmente é associado a um distanciamento de autistas com o tema da sexualidade.

### Representação e cultura
Diferentes episódios do Introvertendo focaram em como autistas são representados culturalmente e midiaticamente, incluindo análises de produções como Atypical, The Good Doctor, As We See It e Love on the Spectrum. Sobre os conteúdos, Luiza Mauro afirmou que, apesar de ter uma perspectiva positiva sobre a maioria das produções, o programa fez mais críticas negativas a As We See It. Também afirmou que, com base nas críticas promovidas pelo podcast, "há pontos que podem ser melhorados nas produções cinematográficas com personagens autistas, mas que as mesmas também possuem pontos positivos, que, para além do entretenimento, podem ser utilizados como estratégias educativas como a conscientização sobre o transtorno e a necessidade de inclusão desses indivíduos baseados na sua própria perspectiva e não no estereótipo que nós, enquanto sociedade, criamos sobre o TEA".
Irene Bandeira, ao analisar os dois episódios sobre a série Atypical lançados pelo programa (um em 2019, outro em 2021) e o episódio "Narrativas Ficcionais e Autismo", afirmou que "o contato com os textos ficcionais permitiu para os apresentadores a vivência de experiências estéticas completas e complexas, levando a saltos qualitativos, mudanças de comportamento na vida pessoal e avanço na capacidade de interpretar textos cada vez mais complexos".

### Acessibilidade
Integrantes do podcast afirmaram a premissa do Introvertendo ser um podcast acessível. Em 2019, Thaís Mösken disse que "os criadores de conteúdo devem sempre se lembrar de que há muitas pessoas diferentes. Podemos conscientemente saber que nosso conteúdo não atende a todos, pois nenhum conteúdo o faz, o que não invalida um trabalho ou uma mídia. O importante é que todos tenham uma proposta de conteúdo inclusivo e deem importância ao tema". Na prática, o podcast passou a oferecer, em seu site, transcrições de seus episódios e um plug-in em Libras produzido pela empresa Hand Talk a partir de 2020. No mesmo ano, a equipe também anunciou que seu site teria audiodescrição de todos os integrantes, além da descrição textual de imagens (atributo alt) em todas as suas publicações nas redes sociais.
Durante alguns meses de 2019, o Introvertendo lançou versões alternativas de episódios sem músicas ou trilhas de fundo, com o objetivo de beneficiar autistas com maior hipersensibilidade auditiva. Em novembro de 2022, a equipe do podcast anunciou a campanha Introvertendo Remix 2022, com um processo de remixagem de parte dos episódios lançados até 2019. Na época, membros argumentaram que queriam apresentar "uma experiência sonora mais acessível" para compensar falhas e problemas de gravação no catálogo original. O processo foi desenvolvido com o uso de inteligência artificial.
O pesquisador Elton Pinheiro, ao abordar questões de acessibilidade em podcast, fez comentários negativos aos recursos de Libras do programa, afirmando que "O Introvertendo, em seu site, como solução, utiliza a tecnologia Hand Talk para isso, no entanto, apesar de importante e válido, no contexto dos podcasts, esse recurso não pode ser considerado o ideal, tanto por se tratar de um avatar sinalizando. Substituir um(a) intérprete ou 'acessibilitador(a)' por um avatar, seria, em alguma medida, o equivalente a oferecer para uma pessoa não surda a possibilidade de escutar um podcast inteiro mediado pela voz do Google Tradutor, por exemplo".

## Referências culturais

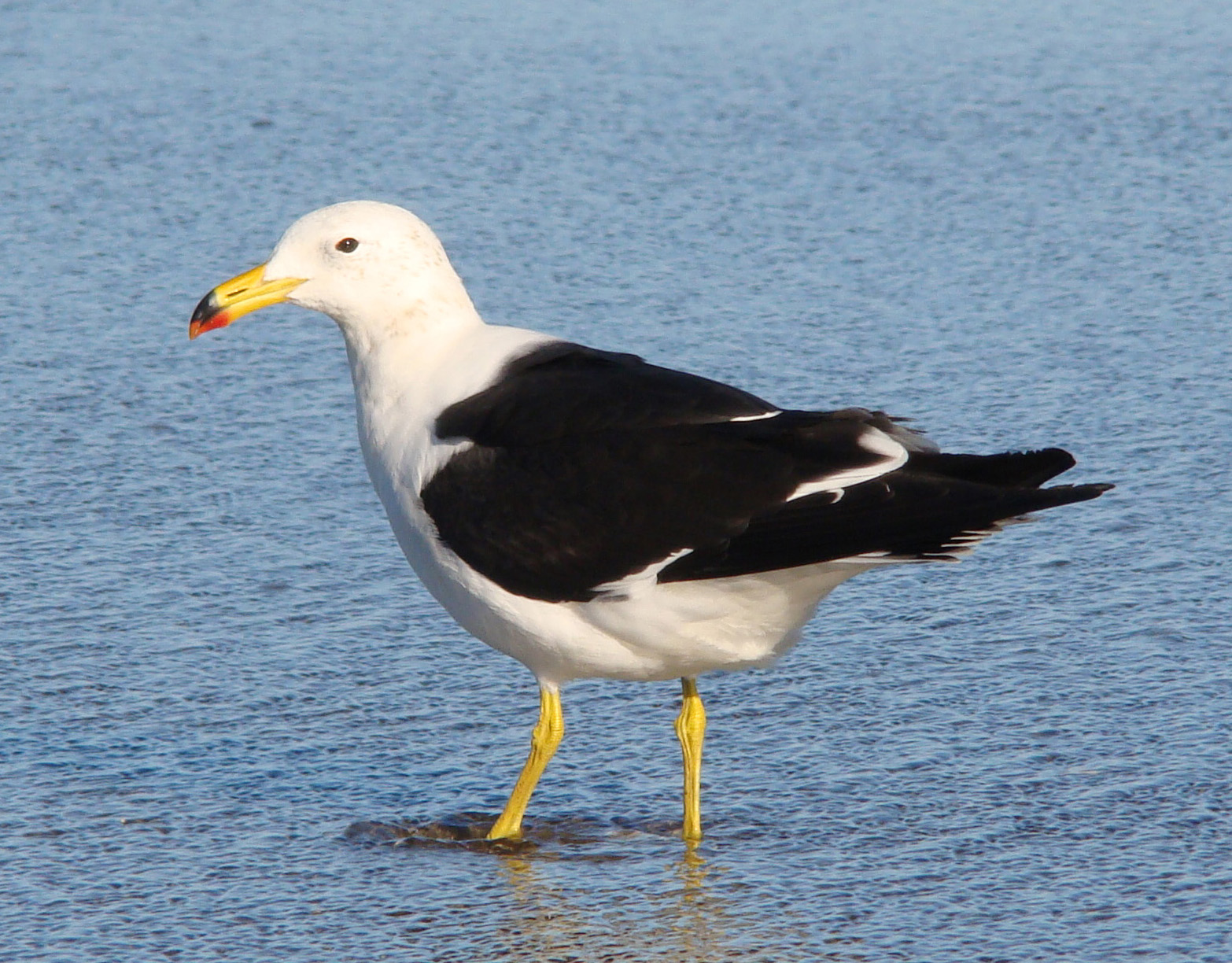
Michael Ulian, um dos fundadores do programa, se descrevia como uma gaivota-de-rabo-preto (larus atlanticus).